# Blue (The Rasmus)
Blue è un singolo del gruppo musicale finlandese Rasmus, pubblicato nel 1997 come primo estratto dal secondo album in studio Playboys.

## Tracce
1. Blue – 4:18
2. Kola – 3:48

## Formazione
Gruppo
- Lauri Ylönen – voce
- Pauli Rantasalmi – chitarra, cori
- Eero Heinonen – basso, cori
- Janne Heiskanen – batteria

Altri musicisti
- Timo – cori
- Ilkka Herkman – giradischi, cori
- Tuukka Helminen – violoncello
- Hannu Pikkarainen – Panda 49

Produzione
- Rasmus – produzione
- Ilkka Herkman – produzione, registrazione, missaggio
- Pauli Saastamoinen – mastering